# Kyle Swann
Kyle Swann (6 de abril de 1990) es un actor estadounidense, conocido por su papel como Billy Loomer en la serie de televisión Manual de supervivencia escolar de Ned desde 2004 hasta el final de la serie en 2007.

## Inicios y actualidad
Kyle es nativo de California y ha vivido en el sur de dicho estado desde 1999. Comenzó su carrera en un N * SYNC video y es más conocido por su papel como Billy Loomer "Bully" de The Ned Declassified School Survival Guide (2004) de Nickelodeon. Está involucrado en la conservación y la educación de los arrecifes de coral. Es un ávido fotógrafo y buzo.